# Philipp Hercher
Philipp Hercher (* 21. März 1996 in Rheinfelden) ist ein deutscher Fußballspieler. Der Flügelspieler steht beim 1. FC Magdeburg unter Vertrag.

## Karriere
Hercher wurde im badischen Rheinfelden geboren und wuchs in Ihrlerstein bei Regensburg auf. Er begann im Jahr 1999 beim SV Ihrlerstein mit dem Vereinsfußball und ging 2006 zum SSV Jahn Regensburg. 2011 wechselte er in die Jugend des 1. FC Nürnberg. Dort rückte er im Mai 2015 zur zweiten Mannschaft auf, die in der Regionalliga Bayern spielt. Am 4. Oktober 2015 erzielte er beim 5:0-Auswärtssieg gegen SpVgg Greuther Fürth II drei Tore.
Ab der Saison 2015/16 stand Hercher auch im Kader der ersten Mannschaft. Am 29. November 2015 debütierte er beim 4:0-Auswärtssieg gegen den FC St. Pauli in der 2. Bundesliga, nachdem er in der 88. Minute für Tim Leibold eingewechselt worden war. Im weiteren Verlauf der Saison wurde er jedoch nur noch ein weiteres Mal bei einem Zweitligaspiel eingewechselt. Ansonsten spielte Hercher weiterhin bei der zweiten Mannschaft in der Regionalliga, für die er bis Saisonende in 15 Spielen zehn Treffer erzielte und vier Torvorlagen beisteuerte.
Über diesen Status kam er in der Hinrunde der Spielzeit 2016/17 ebenfalls nicht hinaus, in welcher er einmal in der zweiten Liga und zehnmal in der Regionalliga zum Einsatz kam. Daher wurde Hercher im Januar 2017 für den Rest der Saison an den Drittligisten VfR Aalen ausgeliehen, um Spielpraxis zu erlangen.
Zur Drittligasaison 2018/19 verpflichtete ihn die SG Sonnenhof Großaspach, bei der er einen Vertrag bis 2020 unterschrieb. Als Stammkraft absolvierte der Mittelfeldspieler 37 von 38 Ligaspielen und traf dabei fünfmal.
In der Sommerpause 2019 wurde Herchers Wechsel zum Ligarivalen 1. FC Kaiserslautern bekannt gegeben, wo er einen Dreijahresvertrag erhielt. Er galt in der Endphase der Saison 2020/21, als der FCK den Klassenerhalt erreichte, als Leistungsträger und war in der folgenden Saison, in der die Mannschaft über die Relegation den Aufstieg in die 2. Bundesliga erreichte, bester Scorer der Lauterer (6 Tore, 10 Vorlagen). Im entscheidenden Relegations-Rückspiel gegen Dynamo Dresden erzielte er zudem den Treffer zum 2:0-Endstand. In der folgenden Zweitligasaison stand Hercher auch wegen Problemen im Bereich Oberschenkel/Leiste/Hüfte nur sporadisch in der Startelf, wurde aber häufig eingewechselt. Er erzielte dennoch fünf Tore und war zusammen mit Kenny Prince Redondo damit zweitbester FCK-Torschütze in der Saison. In der Saison 2023/24 hielten seine Verletzungsprobleme an und er war ansonsten nur Ersatzspieler. Sein auslaufender Vertrag wurde zum Saisonende nicht verlängert.
Im Sommer 2024 ging Philipp Hercher zum Zweitliga-Konkurrenten 1. FC Magdeburg.

## Erfolge
1. FC Kaiserslautern
- Aufstieg in die 2. Bundesliga: 2022